# 山本一 (写真家)
山本 一（やまもと はじめ、1934年 - ）は、大阪市生まれの写真家。日本風景写真協会会長、「フォト禅」顧問。日本写真協会、日本写真作家協会、日本棚田学会、杜叢学会各会員。

## 来歴
会社経営のかたわら趣味で写真を始め、山本建三に師事、フォト禅に入会する一方で日本風景写真協会の発起人となる。

## 写真集
- 2005年 『越後の棚田』（東方出版）
- 2009年 『かさねいろ（襲景）〜風景にみる日本人の心〜』（求龍堂）、『雲海〜翠黛迷路〜』（求龍堂）

## 写真展
- 2005年「越後の棚田」
- 2007年「農に魅せられて」
- 2008年「詩季有情」
- 2009年「百景繚乱」「翠黛迷路」

東京・大阪・京都・新潟・福岡・仙台・札幌・神戸・名古屋などで個展を開催。またグループ展も各地で開催。